# Göttliche Funken
Göttliche Funken ist ein deutsches Moraldrama von Maria von Heland aus dem Jahr 2014. Seine Erstausstrahlung war am 30. Mai 2014 auf Das Erste.

## Handlung
Matthias möchte seine große Liebe Diana heiraten. Alle Freunde helfen dabei, den Tag so richtig festlich werden zu lassen. Die Hochzeitsgäste warten sehnlichst auf den Pfarrer, damit die Trauungszeremonie beginnen kann, doch der muss unerwartet absagen. Ein Unfall hindert ihn am Kommen, er schickt aber kurz entschlossen Ersatz. Matthias glaubt seinen Augen nicht zu trauen: Vor ihm steht seine Jugendliebe Lily, die er seit 25 Jahren nicht gesehen hat. So ist es nicht verwunderlich, dass sich bei der Hochzeitsfeier immer wieder ihre Blick treffen. Lily freut sich, Matthias so glücklich wiederzusehen, und lädt ihn und seine Frau zum Essen zu sich nach Hause ein. Sie ist mit Jan verheiratet, der damals auch in ihre Klasse ging. Die vier verbringen einen fröhlichen Abend miteinander und schwelgen in Erinnerungen an ihre Jugendzeit. Dabei erfährt Diana, dass Matthias früher in Lily verliebt war.
Während Diana als Stewardess unterwegs ist, bleibt Matthias zu Hause, um den Umbau einer alten Mühle in ein schönes wohnliches Heim zu beaufsichtigen. Selber ist er Künstler und arbeitet dort gleich in einer kleinen Werkstatt. Er fertigt Steinmetzarbeiten für die nahe gelegene Walhalla.
Matthias, Diana, Lily und Jan fahren gemeinsamen ein Wochenende zu einem Klassentreffen. Dort wird recht viel Alkohol getrunken. Matthias prügelt sich mit einem ehemaligen Klassenkameraden, und Jan fällt volltrunken von einem Barhocker und muss von einem Notarzt versorgt werden. Daraufhin tauschen sie die Zimmerbelegung, und Matthias muss bei Jan bleiben, während Lily mit Diana das Zimmer teilt. Diana ist enttäuscht, dass Matthias sie den anderen nicht voller Stolz als seine Frau präsentiert hat, sondern den ganzen Abend recht abwesend war.
Matthias und Lily versuchen, sich ihre alten Gefühle nicht einzugestehen. Immer wieder treffen sie sich, verbringen Zeit miteinander, küssen sich. Anfangs nur zum Abschied, später aber auch intensiver. Es scheint nur noch eine Frage der Zeit, bis sie miteinander schlafen. Diana ist viel unterwegs, und Lilys Ehe steckt in einer Krise, vor der auch Pastorinnen nicht gefeit sind. So zögern beide, da sie sich der Verantwortung ihren Ehepartnern gegenüber bewusst sind, können es aber nicht verhindern. Schuldbewusst sprechen beide mit ihren Partnern. Jan zeigt sich enttäuscht über Lilys Untreue, will ihr aber auch verzeihen. Diana hingegen packt ihre Sachen und will Matthias verlassen. Sie trifft zufällig Jan auf einem Spaziergang am Ufer der Donau. Als Gleichgesinnte trösten sie sich gegenseitig und fahren gemeinsam in die Berge, um ihre Enttäuschung zu verarbeiten. Eigentlich sollte das Dianas Hochzeitsreise werden, die sie nun mit Jan unternimmt. Je länger beide zusammen sind, desto mehr spüren sie, dass sie sich sehr mögen.
Matthias und Lily sind derweil außer sich vor Sorge, denn Jan und Diana sind nicht zurückgekommen und haben auch keine Nachricht hinterlassen. Da Matthias und Diana eigentlich auf Hochzeitsreise sein sollten, fährt er mit Lily in die Berghütte, die sie gebucht hatten. Dort stehen nun alle vier voller Schuldbewusstsein in einem Raum und machen sich gegenseitig Vorwürfe. Aber sie finden auch Gelegenheit, über ihre Gefühle zu sprechen. Mattias erklärt Diana, dass er all die Jahre versucht hat, Lily zu vergessen, und es erst geschafft hat, als sie in sein Leben getreten ist. Er beteuert Diana, sie zu lieben. Dass ausgerechnet Lily zu ihrer Hochzeit wieder auftauchte, hält er für eine Prüfung ihrer Liebe zueinander.
Auch Lily spürt immer stärker, dass sie eigentlich Jan liebt. Da in ihrer Gemeinde die Affäre nicht unbemerkt geblieben ist, verkündet sie, dass sie als Pfarrerin zurücktritt. Ihre Gemeinde sieht das aber nicht so eng und will sie unbedingt behalten. Schließlich sei sie auch nur ein Mensch, der von Gott geprüft werde wie sie alle. So schafft es auch Jan, ihr zu verzeihen, und die vier bleiben trotz des kurzen Partnertauschs Freunde.

## Hintergrund
Göttliche Funken wurde vom 10. September bis zum 11. Oktober 2013 in Regensburg und Umgebung sowie in München und Österreich gedreht und am 30. Mai 2014 auf Das Erste erstausgestrahlt. Für die Trauungsszene wurde die Kirche St. Oswald am Eisernen Steg in Regensburg ausgewählt. Die Dreharbeiten in Regensburg wurden durch Bauarbeiten in der Stadt extrem erschwert, sodass von der Stadt selber kaum Szenen in die Handlung eingeflochten wurden. „Eigentlich schade für eine wirklich schöne Stadt, die hier eine gute Chance vergibt“.
Regisseurin Maria von Heland hatte Anna Maria Mühe, die in diesem Film Diana verkörpert, für ihren Kinofilm Große Mädchen weinen nicht in einem Café in Berlin entdeckt.

## Rezeption

### Einschaltquote
Der Film wurde bei seiner Erstausstrahlung von 3,29 Millionen Zuschauern gesehen, was einem Marktanteil von 11,8 Prozent entspricht. Bei der werberelevanten Zielgruppe der 14- bis 49-Jährigen waren es 0,39 Millionen und 4,9 Prozent.

### Kritiken
Rainer Tittelbach von tittelbach.tv meint zu diesen Film: „‚Göttliche Funken‘ ist […] filmästhetisch eine kleine Offenbarung. Der sinnlich verspielte Einstieg mit seiner weichen, in Weiß getauchten Schnitt-Folge mit den extremen Großeinstellungen kündigt bereits an, dass hier etwas Außergewöhnliches zu erwarten ist. […] Maria von Helands Film ist Gefühlsfernsehen im besten Sinne. Gespräche öffnen dem Zuschauer die Figuren, bringen ihm die Vorgeschichte, aus heutiger Sicht interpretiert, nahe und treiben das Alltagsgeschehen in einem realistischen Rhythmus voran. Haltungen, innere Überzeugungen, der Sinn für die Seele – all das hält einem dieser Film über die Liebe nicht vor. […] [Und] immer sind von Heland und Kameramann Moritz Anton nah bei den Protagonisten, ohne dabei das Bild zu vernachlässigen: die Schauplätze, die Ausstattung, die Farben, das Kostüm, alles spielt mit, ist aber nicht nur schön und elegant, sondern ist (wie die Musik) aus dem Geiste der Figuren entwickelt.“
Auch Tilmann P. Gangloff bei der Frankfurter Rundschau urteilt anerkennend: „Das Liebesdrama ist vor allem dank Devid Striesow und Anna Maria Mühe ein wunderbar gespielter und überraschend anspruchsvoller [Fernsehfilm].“
Barbara Möller bei der Welt.de bemerkt: „Was für ein toller Film. Kein Liebesfilm, sondern ein Film über die Liebe. Über eine Reifeprüfung. Gefühlsfernsehen ohne den Hauch von Kitsch. Ohne Drama. Ohne Melodrama. Eine Geschichte über das Weglassen der Vorsicht. Und über die Nachsicht. Mit sich selbst und den anderen. Schnörkellos erzählt (Regie: Maria von Heland) und von Kameramann Moritz Anton in schlichter Schönheit in Szene gesetzt. (Wer noch nie oben bei der Walhalla war, wird das nach diesem Film unbedingt nachholen wollen.) So ist Fernsehen selten. Aber so kann Fernsehen sein.“
Die Frankfurter Neue Presse findet ebenfalls nur lobende Worte und schreibt: „Dieses dichte Drama ist frei von Kitsch und falschen Tönen und zeigt eine Liebesgeschichte als schmerzhaften Prozess des Erwachsenwerdens. Und das richtig gut.“
Die Fernsehzeitschrift TV Spielfilm vergab die bestmögliche Wertung (Daumen nach oben) und befand: „Trotz Schwächen überzeugt das Dramolett dank seiner einnehmenden Darsteller und einer gewissen Ernsthaftigkeit.“ Im Fazit heißt es: „Nie göttlich, aber herzlich irdisch.“
Bei Stimme.de schreibt Rupert Sommer als Einziger auch kritisch, da der Film auch „eine schnell erzählte Groschenroman-Anekdote sein könnte“. „Das Drama ‚Göttliche Funken‘ […] bemüht sich darum, nicht allzu sehr in Kitsch-Fettnäpfchen zu steigen. […] Der Film ist daher weniger platte Romantikkomödie als ein Liebesdrama, das auch religiöse Fragen angemessen einbeziehen möchte und dabei die Schwierigkeit umkreist, im Leben überhaupt die richtigen Entscheidungen zu treffen. […] Dieser Film möchte die lange Geschichte erzählen und lässt sich dafür Zeit.“